# 吳鴻凱
閃亮亮Shining（1985年5月23日—），本名吳鴻凱，台灣搞笑藝人諧星 、演員 、節目主持人，現為鴻凱娛樂旗下藝人。

## 演藝經歷

### 綜藝節目主持
| 頻道         | 節目           |
| 台中數位頻道 | 《綜藝大舞台》 |

### 電視劇
| 年份 | 頻道                 | 劇名                              | 角色                                 |
| 2007 | 三立都會台           | 《住左邊住右邊之全民拼幸福》      |                                      |
| 2013 | 樂視網               | 《光環之后》                      | 利菁貼身時尚助理                     |
| 2014 | 大愛電視台           | 《牽你的手 走愛的路》             | 阿源（愛奇兒-輕度啟智生）            |
| 2015 | 大愛電視台           | 《吉姊當家》                      | 王朝枝（男女主角人生中最重要的媒人） |
| 2015 | 華視年代MUCH台       | 《一代新兵之八極少年》            | 蔡埔亘（菜圃蛋）                     |
| 2015 | 華視                 | 《莒光園地》軍教偶像劇-自有真情在 | 上士王力偉                           |
| 2016 | 華視                 | 《莒光園地》軍教偶像劇-暗流       |                                      |
| 2016 | 台視                 | 《加油！美玲》                    | 頂上美髮首席助理-詹詹哥              |
| 2017 | 台視                 | 《牡丹花開》                      | 阿亮（董事長天兵特助）               |
| 2018 | 台視                 | 《情·份》                         | 時尚教主阿Ken                        |
| 2020 | Good TV              | 《幸福學堂》悄悄失控的青春-蛻變   | 吳子齊                               |
| 2021 | 三立台灣台           | 《新戲說台灣》三八兄弟摃石磯      | 石人頭                               |
| 2023 | 八大戲劇台TVBS歡樂台 | 《有生之年》                      | 吳獻亮                               |

### 電影
| 年份   | 片名                                                           | 角色                         |
| 2007年 | 《性別教育教學微電影》                                         | 學校老師                     |
| 2007年 | 《能源局96年度「電器承裝＆用電設備檢驗維護業」公益宣導微電影》 | 擔任創意編劇及主角悲傷茱麗葉 |
| 2013年 | 《龍套之王-陝西華廈微電影》                                    | 雙面心機大牌經紀人Alex       |
| 2019年 | 《脫癮而出-公益反毒微電影》                                    | 國際彩妝大師特助大雄         |

## 外部連結
- 閃亮亮Shining的Facebook專頁
- 男版小S演員閃亮亮擲5聖筊半途攔截蕭敬騰財神[]
- 參加賀一航告別式站錯位 友見男星詭譎異狀嚇傻！ （页面存档备份，存于）
- 熬過校園霸凌 他轉生變成主持天王-閃亮亮  （页面存档备份，存于）
- 賀一航過世1年入夢...閃亮亮曝他缺錢　遺孀心疼「別玩太兇」：有空回來看我們